# Park Jae-jung
Park Jae-jung (en hangul, 박재정) (Daegu, Corea del Sur, 24 de junio de 1980) es un actor y modelo surcoreano. El interpretó al papel principal en el drama You Are My Destiny (2008) y Joseon Mystery Detective Jeong Yak-yong (2009). Park también apareció en el programa We Got Married donde él fue emparejado con la cantante y actriz Uee.

## Filmografía

### Películas
| Año  | Título          | Papel     |
| ---- | --------------- | --------- |
| 2010 | Try to Remember | Eun-gyo   |
| 2014 | Sketch          | Chang-min |

### Dramas
| Año  | Título                                    | Papel                    | Cadena |
| ---- | ----------------------------------------- | ------------------------ | ------ |
| 2007 | I Am Sam                                  | Kim Woo-jin              | KBS2   |
| 2008 | Drama City «Love Hunt Thirty Minus Three» | Seong-wook               | KBS2   |
| 2008 | You Are My Destiny                        | Kang Ho-sae              | KBS1   |
| 2008 | Don't Ask Me About the Past               | Daniel                   | OCN    |
| 2009 | Joseon Mystery Detective Jeong Yak-yong   | Jeong Yak-yong           | OCN    |
| 2009 | Queen Seondeok                            | Sadaham                  | MBC    |
| 2010 | Coffee House                              | Kim Dong-wook            | SBS    |
| 2012 | God's Quiz - Season 3                     | Park Jong-min (invitado) | OCN    |
| 2013 | Sincerity Moves Heaven                    | Ahn Jung-hyo             | KBS1   |
| 2013 | The Firstborn                             | Lee In-ho                | jTBC   |
| 2014 | Make a Wish                               | Jang Hyun-woo            | MBC    |
| 2018 | Rich Family's Son                         | Kim Jong-yong            | MBC    |

### Programas de variedades
| Año  | Título                                            | Cadena      | Notas                      |
| ---- | ------------------------------------------------- | ----------- | -------------------------- |
| 2006 | Survival Star Audition                            | KBS2        |                            |
| 2009 | Sang Sang Plus                                    | KBS2        |                            |
| 2009 | We Got Married - Temporada 2                      | MBC         | Elenco, emparejado con Uee |
| 2009 | Sunday Night - Omona, Star Theater of the Absurd! | MBC         |                            |
| 2012 | Couple - Star Love Village                        | SBS         |                            |
| 2012 | Jewelry House                                     | MBC         |                            |
| 2012 | The World Is Delicious                            | KBS2        |                            |
| 2012 | Infinity Girls                                    | MBC Every 1 |                            |
| 2013 | Let's Go Dream Team! Season 2                     | KBS2        |                            |

### Vídeos musicales
| Año  | Canción            | Artista                      |
| ---- | ------------------ | ---------------------------- |
| 2007 | «Farewell Trip»    | Yurisangja feat. Bae Seul-ki |
| 2007 | «Time to Break Up» | Soul Star                    |
| 2007 | «Woman vs. Woman»  | MC the Max                   |
| 2008 | «Drift Apart»      | Sweet Sorrow                 |
| 2010 | «Farewell Story»   | Wax                          |
| 2010 | «Love Is Pathetic» | Ahn Jin-kyung                |

## Teatro
| Año  | Título                                 | Papel         |
| ---- | -------------------------------------- | ------------- |
| 2010 | 혜화동 1번지 페스티벌 - 여기가 1번지다 | Bill          |
| 2010 | The Tale of Chunhyang                  | Lee Mongryong |
| 2010 | The Great Catsby                       | Catsby        |

## Premios y nominaciones
| Año  | Premio                           | Categoría             | Trabajo nominado   | Resultado |
| ---- | -------------------------------- | --------------------- | ------------------ | --------- |
| 2008 | 3rd Asia Model Festival Awards   | Premio de Modelo CF   | —                  | Ganador   |
| 2008 | 2nd Korea Drama Awards           | Premio de Popularidad | You Are My Destiny | Nominado  |
| 2008 | 2008 KBS Drama Awards            | Mejor Nuevo Actor     | You Are My Destiny | Nominado  |
| 2010 | 4th Cable TV Broadcasting Awards | Estrella del Año      | Jeong Yak-yong     | Ganador   |